# Gottlob Burmann
Pour les articles homonymes, voir Burmann.
Gottlob Burmann (1737-1805), né à Lauban, est un poète allemand, auteur de Fables, de Poésies et de Chants patriotiques.

## Biographie
Dans leur Dictionnaire historique, Charles Théodore Beauvais de Préau et Antoine-Alexandre Barbier lui trouvent « du naturel et de la grâce », mais considèrent que « ses ouvrages manquent de plan et de convenance et partent d'une imagination peu réglée. »
Il est surtout réputé pour ses Gedichte ohne den Buchstaben R (Berlin, 1788), un recueil de 130 poèmes lipogrammatiques omettant la lettre r dans le but de « rendre la langue allemande plus douce »,.
Dans les dix-sept dernières années de sa vie, à compter donc de 1788, il bannit la lettre r de sa conversation et s'efforça de ne plus utiliser de mots comportant cette lettre, ne prononçant plus par conséquent son propre nom,.